# Polyplectropus carolae
Polyplectropus carolae är en nattsländeart som beskrevs av Bueno-soria 1990. Polyplectropus carolae ingår i släktet Polyplectropus och familjen fångstnätnattsländor. Inga underarter finns listade i Catalogue of Life.